# Hřebíkový kříž z Coventry

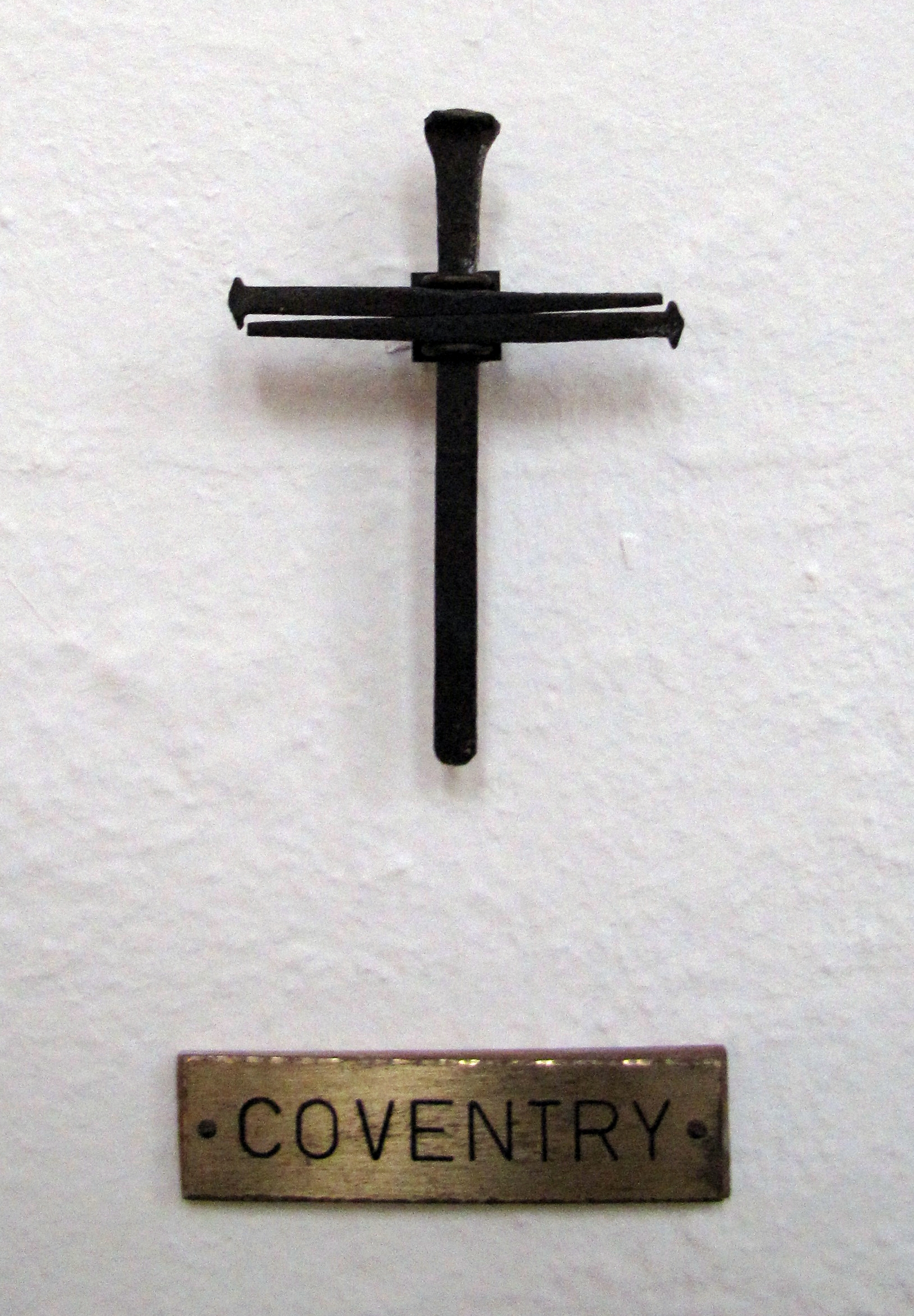
Hřebíkový kříž z Coventry v chrámu sv. Mikuláše, Kiel

Hřebíkový kříž z Coventry (též Kříž z hřebů z Coventry) je křesťanský symbol pocházející z katedrály v Coventry. Má šířit myšlenku světového smíření po druhé světové válce.

## Historie
Historie myšlenky Hřebíkového kříže začala „Operací Měsíční sonáta“ německé Luftwaffe, těžkým leteckým útokem na Coventry ze 14. listopadu 1940, při kterém zahynulo 550 lidí a byly zničeny velké části centra města a průmyslové závody, stejně jako pozdně středověká katedrála svatého Michaela.

### Hřebíkový kříž
Tehdejší děkan katedrály Richard Howard nechal při úklidových pracích tři velké tesařské hřebíky ze zničeného krovu katedrály, které byly vytaženy z trosek, sestavit do podoby kříže. Nechal také do zdi chóru ruiny vyrýt slova „FATHER FORGIVE“ (Otče, odpusť) a ze dvou zuhelnatělých dřevěných trámů sestavit velký kříž.
V ruinách staré katedrály lze vidět duplikát dřevěného kříže, originální Hřebíkový kříž stojí dnes umělecky ztvárněn na oltáři nové katedrály, která byla vysvěcena v roce 1962. Je považován za symbol smíření a míru.

### Společenství center Hřebíkového kříže
Myšlenka společenství center Hřebíkového kříže byla rozvinuta Haroldem C. N. Williamsem, děkanem v Coventry v letech 1958 až 1981. Po celém světě se vytvořila ekumenická náboženská společenství jako „Společenství Hřebíkového kříže“. V Německu k nim nyní patří 63 míst s pravidelnou modlitbou za smíření ve 49 městech; celosvětově je jich nyní více než 160. V Německu mohou být členy Společenství Hřebíkového kříže i jednotlivci.
Hřebíkový kříž je katedrálou v Coventry předáván převážně církevním obcím, aby je podpořil v jejich práci na smíření a míru. Cíle celosvětového společenství Hřebíkového kříže nejsou zaměřeny výhradně na smíření po druhé světové válce, ale zahrnují:
- Uzdravení ran historie,
- Život s respektem k odlišnosti a oslavě rozmanitosti,
- Budování kultury míru.

Jako vnější znamení propojení dostává každé centrum Hřebíkového kříže kříž ze tří hřebů z Coventry, který je replikou originálního kříže.

### Partnerská města a symbolické dary
Již v roce 1947 navázalo Coventry partnerství s německým Kielem a v roce 1956 také s Drážďany, které byly silně poškozeny leteckými údery Spojenců. Oběma městům Coventry také darovalo kříž z hřebů. Partnerským městem Coventry jsou i české Lidice, které byly za války vypáleny nacisty.

## Modlitba za smíření z Coventry

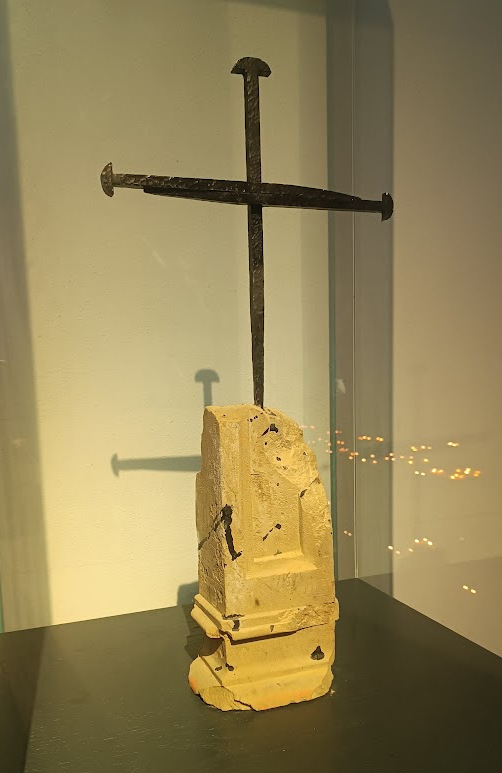
Jeden ze čtyř Hřebíkových křížů ve Würzburgu, umístěný v katedrále sv. Kiliána v náhrobku z roku 1945 vedle Piety, kde byli po zničení Würzburgu v roce 1945 uloženi mrtví.

V roce 1959 byla formulována Modlitba za smíření z Coventry, která se od té doby každé páteční poledne v 12:00 hod. modlí v chórové části ruiny staré katedrály v Coventry. Překlad z němčiny, který byl od října 2015 schválen Společenstvím Hřebíkového kříže v Německu e.V., zní:
Všichni zhřešili a chybí jim Boží sláva.

 (List Římanům)

Proto se modlíme:

Nenávist, která rozděluje rasu od rasy, národ od národa, třídu od třídy,

Otče, odpusť.

Snahu lidí a národů získat to, co jim nepatří,

Otče, odpusť.

Chamtivost, která využívá práci lidí a pustoší Zemi,

Otče, odpusť.

Naši závist vůči blahobytu a štěstí druhých,

Otče, odpusť.

Nedostatek účasti na utrpení vězňů, bezdomovců a uprchlíků,

Otče, odpusť.

Chamtivost, která ponižuje ženy, muže a děti a zneužívá je na těle i na duši,

Otče, odpusť.

Pýchu, která nás svádí k tomu, abychom důvěřovali sami sobě, a ne Bohu,

Otče, odpusť.

Buďte k sobě navzájem laskaví, milosrdní a odpouštějte si, jako vám Bůh odpustil v Kristu. (List Efezským)

AMEN

– Modlitba za smíření z katedrály v Coventry

## Galerie

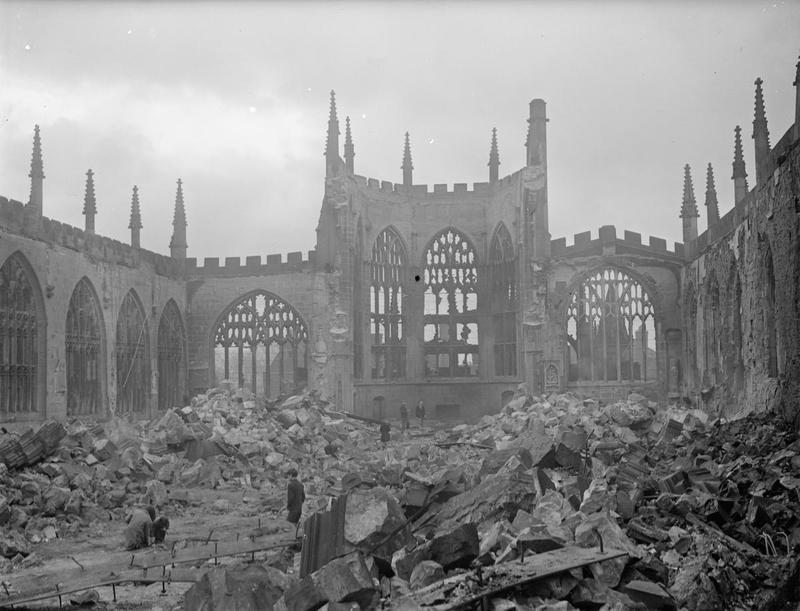
Ruiny katedrály v Coventry, 16. listopadu 1940
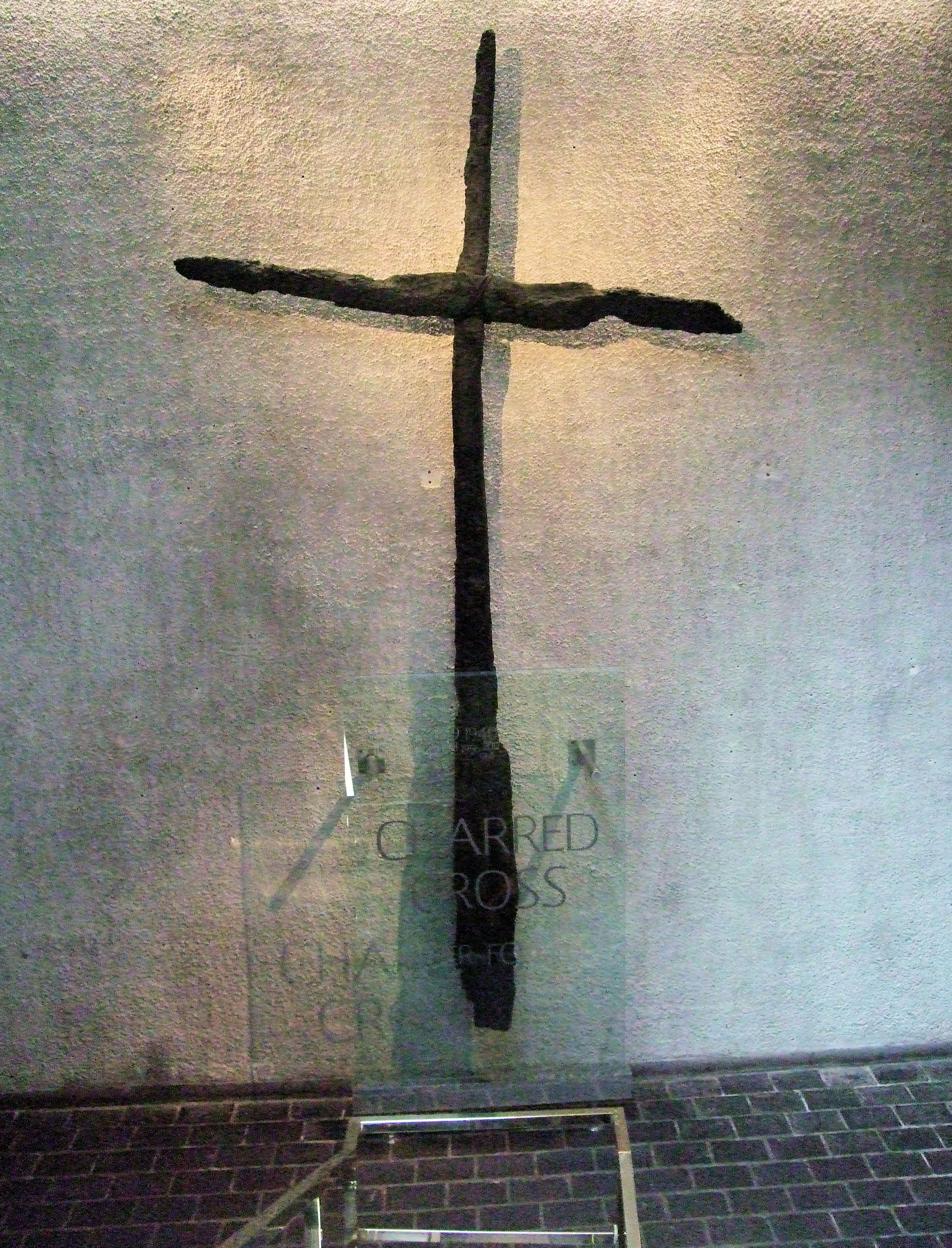
Katedrála v Coventry
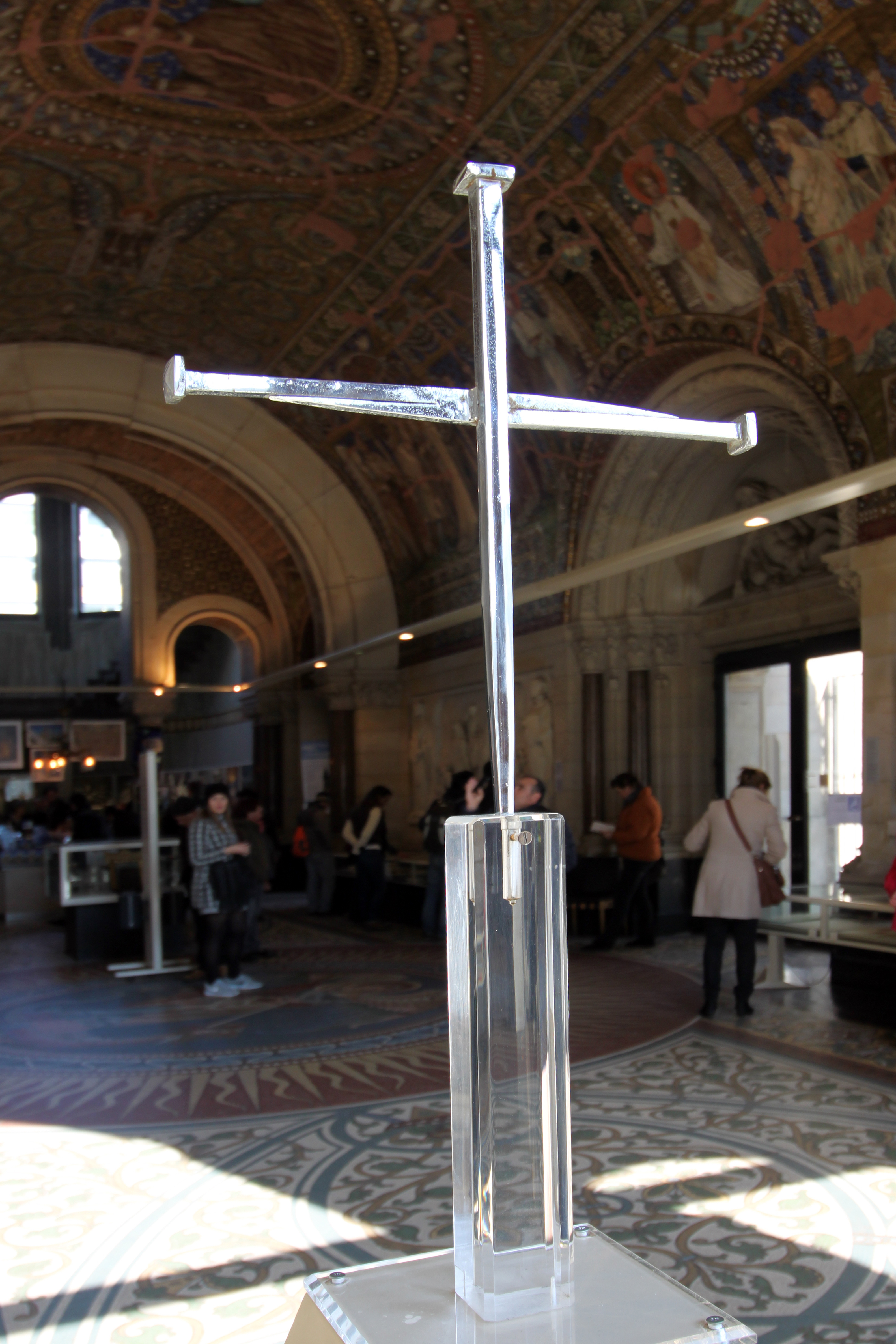
Kříž v Berlíně, Pamětní kostel císaře Viléma, evangelický kostel
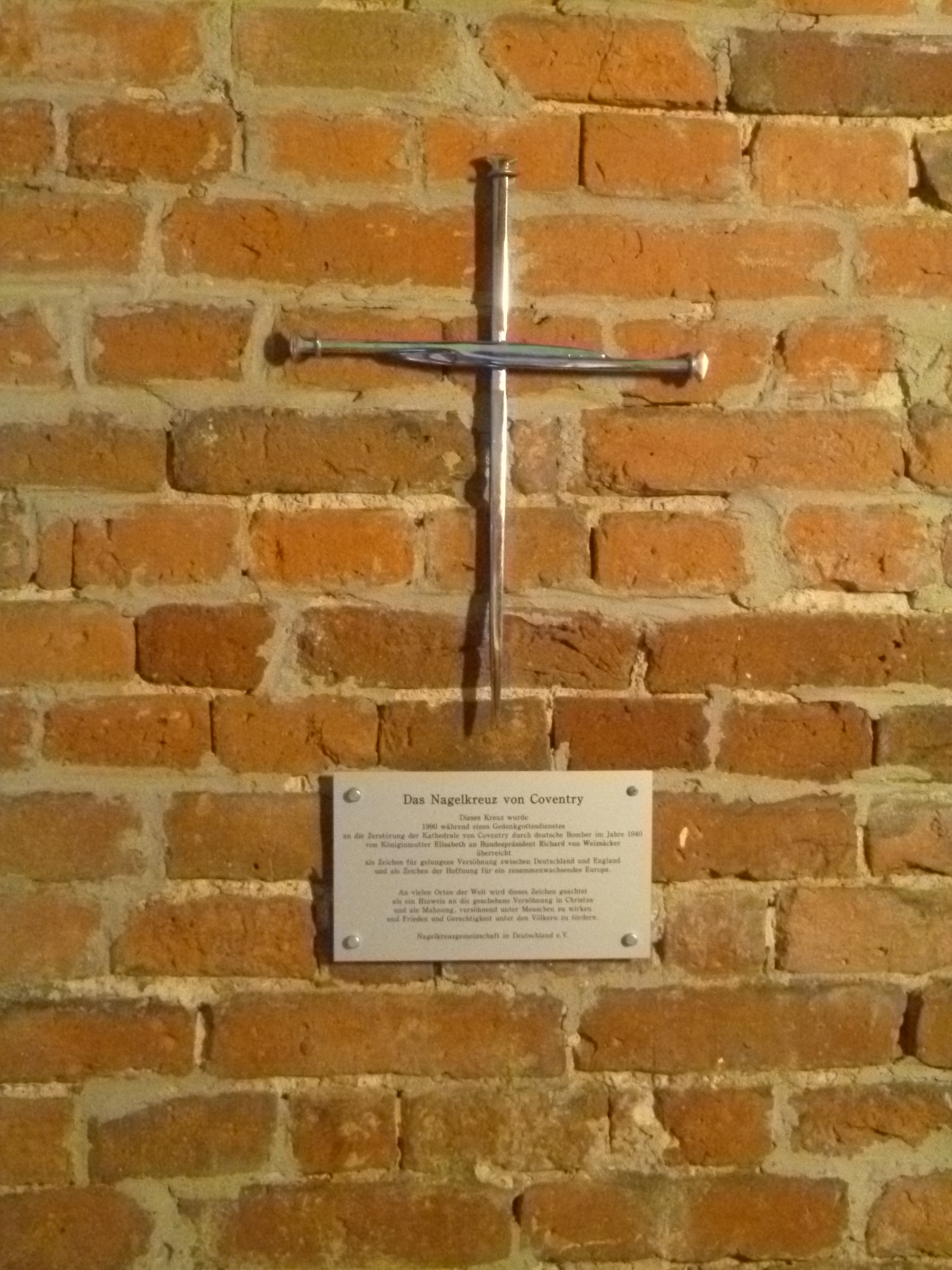
Neue Kirche, Berlín
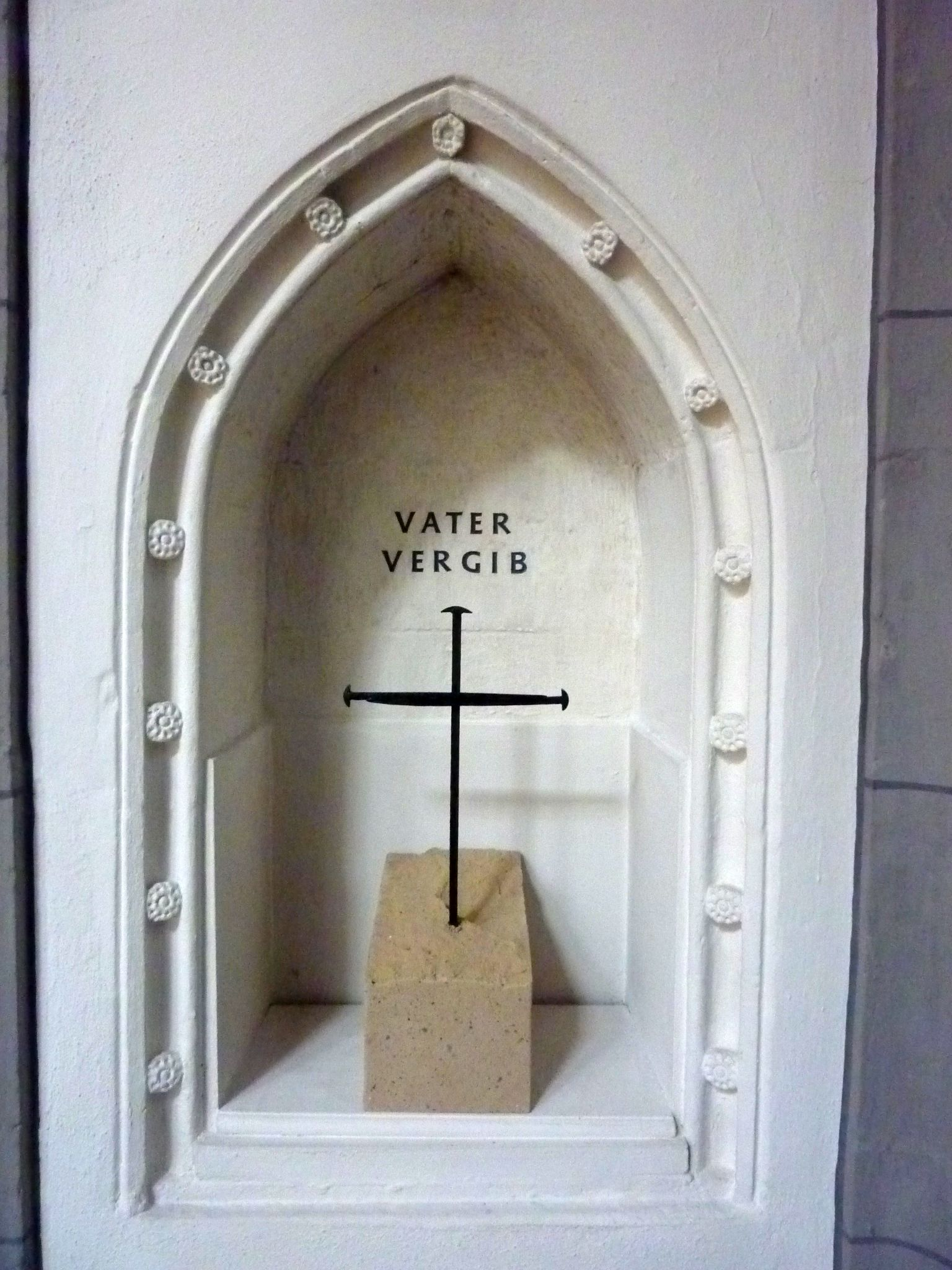
Antoniterkirche, Kolín
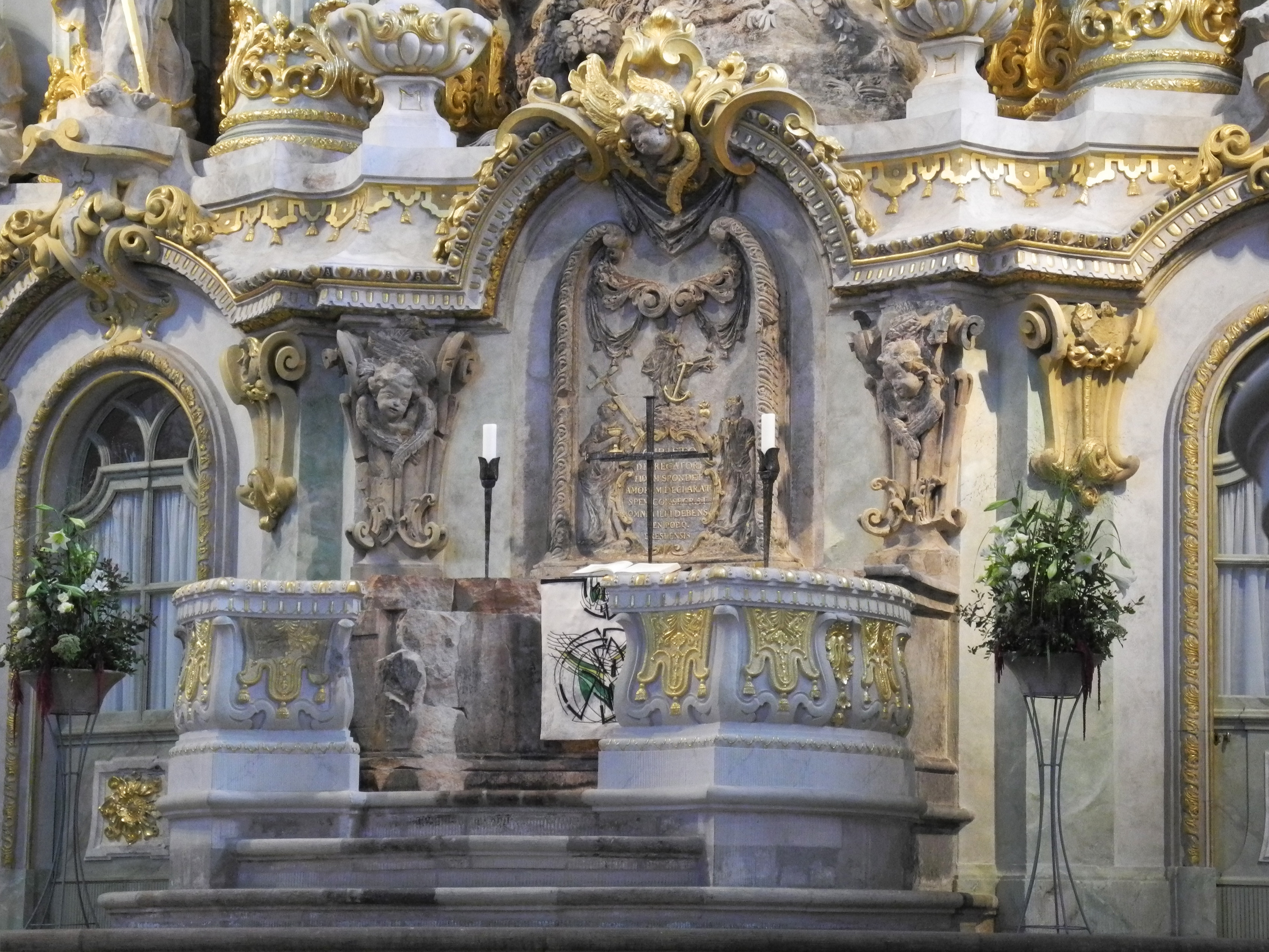
Frauenkirche, Drážďany
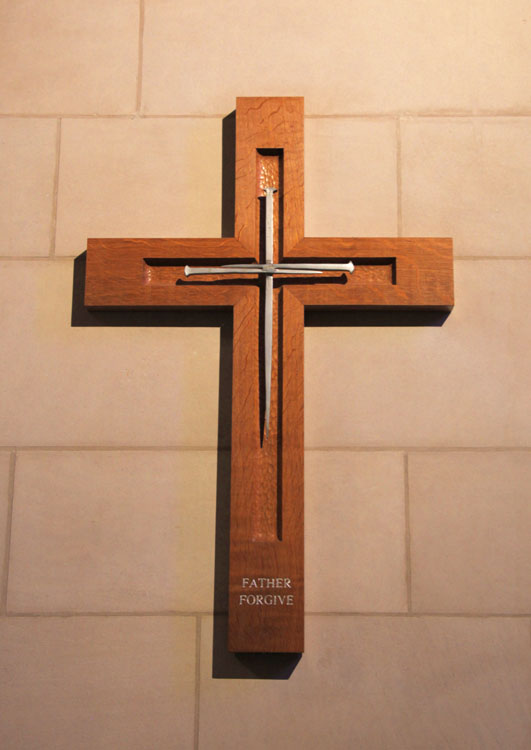
Washington National Cathedral, Washington, D.C.
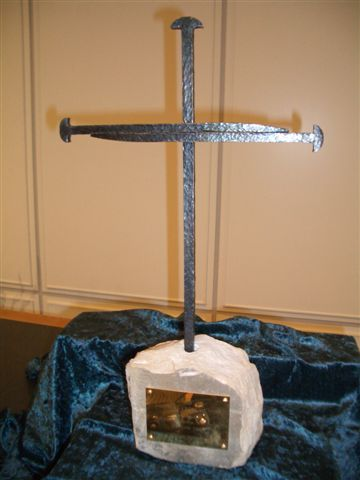
Gemarker Kirche, Wuppertal-Barmen
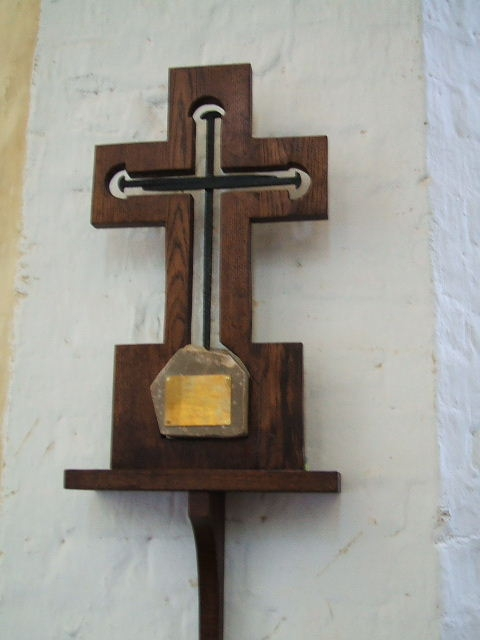
Marienkirche, Stralsund
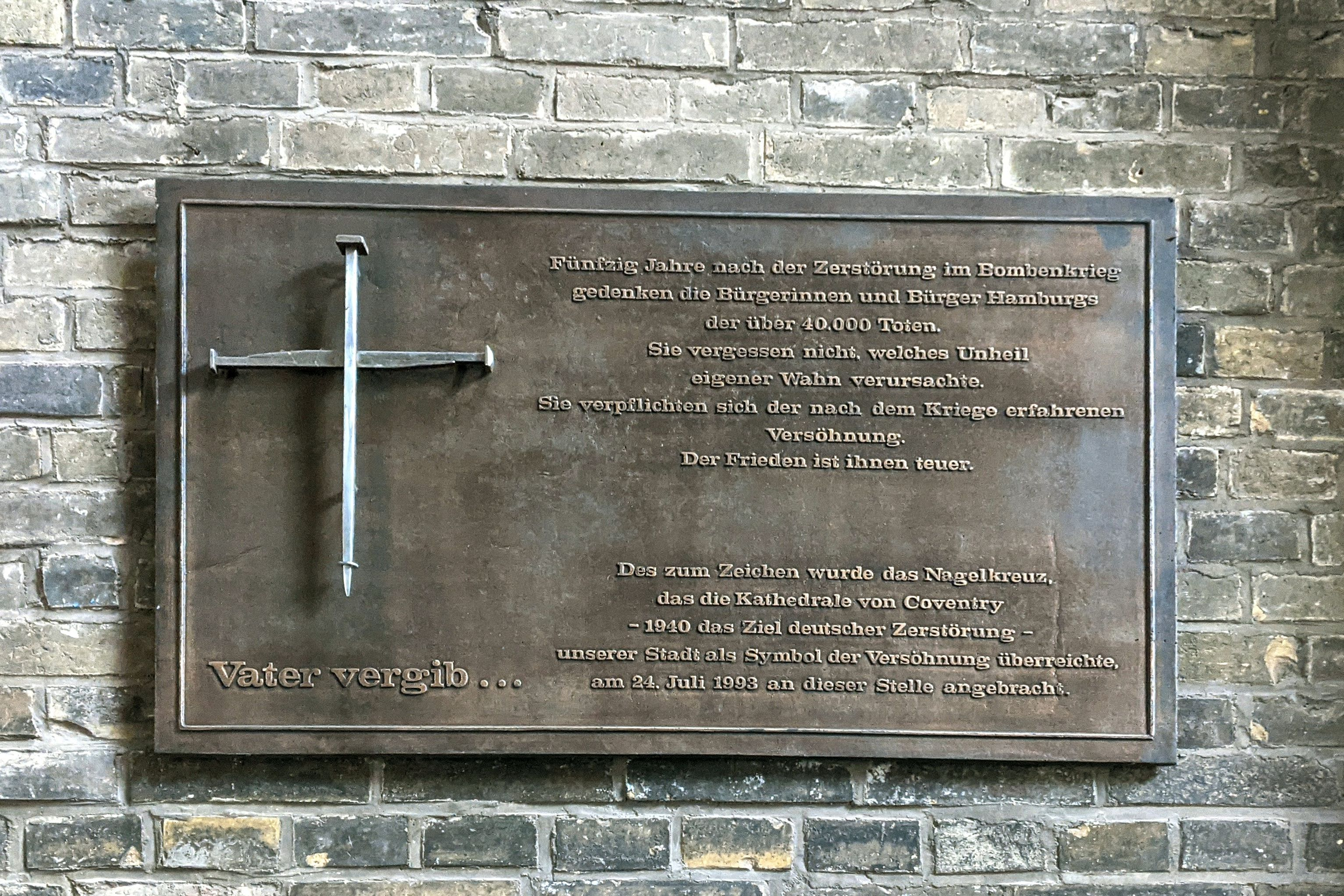
Mahnmal St. Nikolai, Hamburg
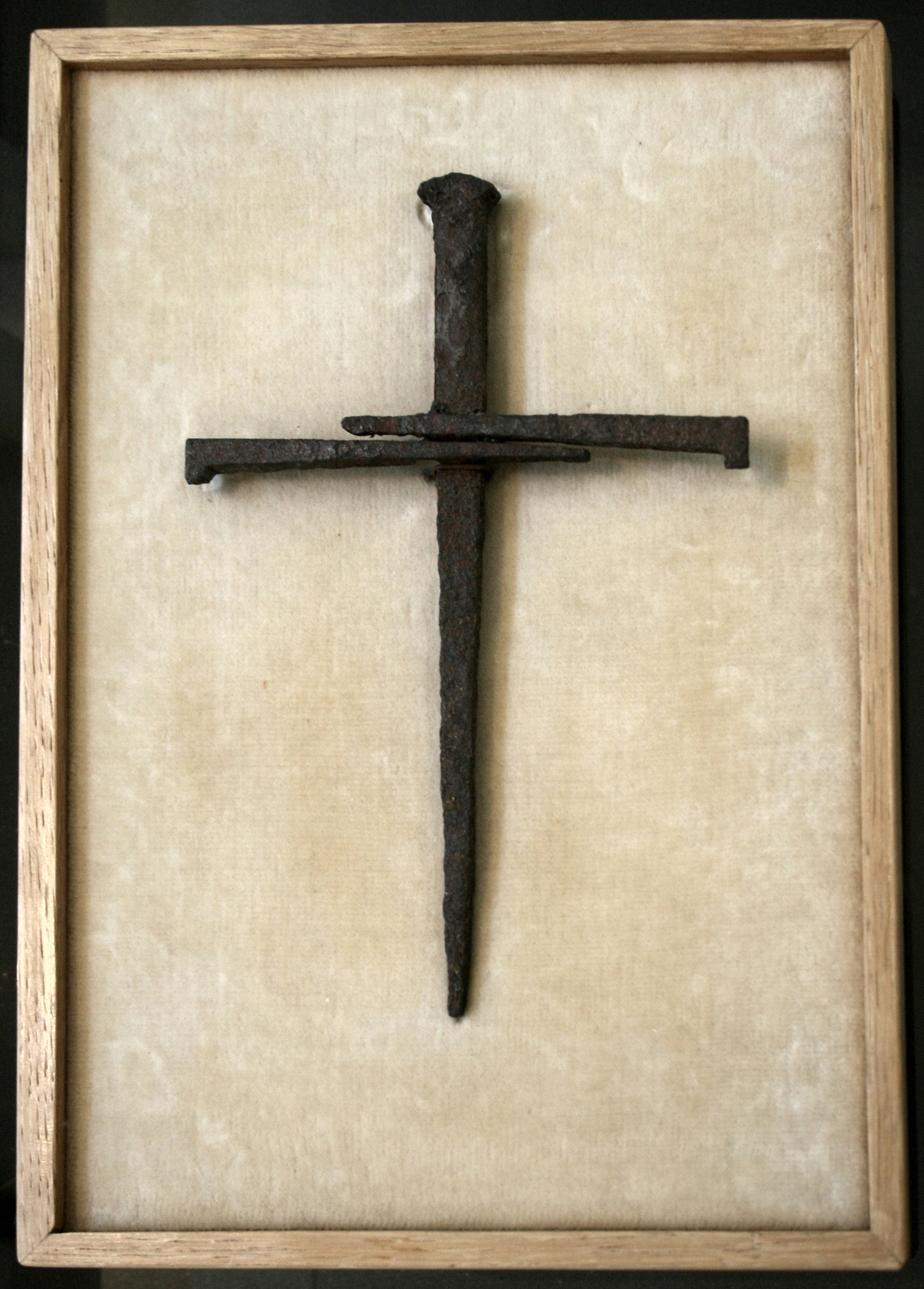
Stiftung Bundeskanzler-Adenauer-Haus, Bad Honnef-Rhöndorf